# 미생물학
미생물학(微生物學, 영어: Microbiology)은 미생물에 관해 연구하는 생물학의 한 분야이다. 사람 등에게 질병을 일으키는 미생물을 연구하는 분야(병원미생물학)에서 시작했으며, 세균, 고균, 진균류, 원생생물 및 바이러스 등에 관해 연구하고 있다. 이 분야에서는 기생충에 관해서도 연구하고 있다.

## 역사
- 17-18세기 - 안토니 반 레벤후크의 현미경 관찰에 의해 미생물의 개념이 생긴다. 이 후, 미생물학은 그 행보를 일단 중지하게 된다.
- 1837년 - 카냐도 - 라투르, 슈원 , 쿠즈쿠 의해 알코올 발효하는 생물이다. 효모가 미생물이며,이 반응은 효모의 생리 기능에 근거한 것이라고 발표했다.
- 1840년경 - 수술로 인한 수술 패혈증을 방지하기 위해 소독제 등의 도입이 진행되었다.
- 1857년 - 루이 파스퇴르 가 " 모든 발효 과정은 미생물 활동에 근거하는 것이다 "라는 것을 발표했다. 이 후 20년간 파스퇴르는 많은 발효 반응을 연구 계속했다.
- 1860년 - 루이 파스퇴르가 백조 목 플라스크를 사용하여 자연 발생설을 부정한다. 또한 찐다루도 멸균이라는 개념이 자연 발생설을 부정하는 실험을 하고 있다.
- 1870년 - 드 베리와 부레훼루도 의해 순수 배양은 " 단지 종류의 미생물을 포함 배양이다 "라고 정의되었다.
- 1876년 - 로베르트 코흐에 의해 탄저병의 원인이 되는 세균 ( 탄저균 , Bacillus anthracis)이 분리되어 그 독성이 증명되었다.
- 1892년 - 이바노프 스키의 실험에 의해 세포 여과기를 투과하는 바이러스가 있다고 제안했다.
- 20세기 이후 - 미생물학 통해 생화학의 이해가 깊어진다. 또한 돌연변이 등의 유도를 이용한 유전학 실험이 미생물에서 진행하고 1945년 이후는 유전학 및 생화학과 미생물학이 융합하기 시작했다.

## 순수 배양
미생물학의 가장 기본적인 실험 내지 방법으로는 미생물의 순수 배양 기술 (분리)가 있다. 환경에서는 다양한 종류의 미생물들이 종간 상호 작용을 하고 있으며, 이러한 상호 작용을 제외하고 개별 유형의 성격을 탐구하는 미생물을 순수하게 배양하는 기술이 가장 기본적인 곳이 된다. 또한 순수 배양에는 기구의 멸균 , 및 배지의 조성 등 미생물뿐만 아니라 세포를 다루는 학문의 기초가 되는 기술이 따른다.
배지의 조성 및 온도, 배양 시간 등으로 분리할 수 있는 균이 다르다. 예 :;토양에서 분리
환경에서 가져온 흙을 소독 물 등에 현탁 정치 한 후 상징액(上澄液)을 적당히 희석하여 한천 배지에 도포한다. 적정 온도에 방치 균의 생육을 기다린다. 성장해온 식민지를 더욱 백금 등으로 한천 배지에 도포해 단일 콜로니 (단일 균체 유래 식민지)를 가져온다.
한외 희석법
한천 배지에서 생육시킬 수없는 경우에 행해진다. 균을 현탁 배지를 몇 배나 희석 배양하여 단일 균체 유래의 배양액을 얻는다. 엄밀하게는 균이 얽혀 있고, 쓰레기 여러 균이 붙어 있거나하는 경우도 있으므로 유의한다.

## 난배양성 미생물
순수 배양에 근거한 연구는 미생물학의 왕도가 되어 왔지만, 미지의 인자를 요구하는 등 순수 배양이 불가능하거나 매우 어려운 미생물을 많은 이들은 난배양성 미생물했다. 토양 등 자연계에 존재하는 미생물의 대부분은 이러한 난배 양성 미생물인 것으로 알려져있어 PCR 및 DNA 마이크로 어레이 등의 신기술을 이용한 순수 배양에 의하지 않는 연구 방법도 모색되고 있다.

## 대사
세포 기초 대사 내용은 진핵 세포를 이용한 것보다 개별 세포 클론을 얻을 수 있는 미생물로부터 많은 지식을 얻을 수 있었다. 이화 , 동화는 물론 단백질과 지질 , 핵산의 생합성 등은 미생물에서 얻을 수 있었던 것으로 해도 과언이 아니다.

## 증식
미생물의 증식에 관한 실험에서 세포의 영양 요 구성 및 유전자 발현의 조절 등 같은 일들이 이해되고 있다. 또한 영양 요뿐만 아니라 환경 요인의 요청 (온도, pH , 산소 등)에 대해서도 그 지식을 얻을 수 있다.

## 현미경 관찰
안토니 반 레벤후크의 발명한 현미경은 미생물의 개념을 소개했지만, 현미경을 이용한 세포의 관찰은 현재에도 필요 불가결한 것이다. 현재는 전자 현미경을 비롯한 많은 고성능 현미경이 개발되고 있지만, 그 결과 미생물 표면에 존재하는 편모 운동이나 단백질의 거동 등이 밝혀지고 있다.

## 미생물 유전학
미생물의 배양에서 원래 주식의 완전한 복제가 일반적으로 얻을 수 있지만, 일정 확률로 성상 약간 다른 변종이 얻어진다. 돌연변이의 개념을 소개한 것은 미생물학의 업적 중 하나이며, 돌연변이 유도를 비롯해 상동 재조합 , 형질 전환 , 접합, F 인자 전달 형질 도입과 현재 분자 생물학에 매우 중요한 많은 방법을 제공하여 왔다.

## 분류
미생물은 형태가 작기 때문에 모양이 단순하고, 다세포 생물처럼 그 표현형에서 분류하는 것은 어렵다. 저기 위의 미생물학적 지식을 이용하여 분류하는 것은 불가능하지 않다. 또한 표현형의 평가가 어렵기 때문에 16S rRNA 계통 분석과 같은 유전자를 이용하여 분류할 잉태되고 있다.
조류와 원생동물에서는 모양이 중요시되지만, 전자 현미경 수준의 구조가 밝혀질수록, 외형보다 편모 장치 등의 미세 구조가 중시되게 되었다. 균류는 생리 작용에 의한 판별과 형태가 모두 중시되고 원핵생물은 외모적인 형태의 분류는 대부분 어려우므로 생리 작용, 예를 들어 다양한 물질의 분해능이 중시되었지만 이들도 점차 분자 유전 형질 등에 중점을 옮기고 있다.

## 물질 순환과 미생물
탄소, 질소를 비롯한 많은 물질이 생태계 속을 순환하고 있지만, 안에는 미생물에 독특한 반응도 존재하고 물질 순환에 수행 미생물의 역할은 상상 이상으로 큰 것이 좋다. 이 학문은 특히 미생물 생태학 적으로 알려져 있다. 또한 미생물 간의 종간 상호 작용도 연구가 진행되고 있다.

## 병원성
탄저균을 비롯한 많은 미생물은 인간에 대한 병원성을 가지고 있으며, 질병의 면에서도 많은 미생물이 연구되어왔다. 인공 면역 요법, 위생적인 방법과 현재의 의학에서도 빠뜨릴 수없는 많은 기술이 미생물에서 태어난다. 또한 바이러스에 대해서도 병원성 (담배 모자이크 병)에서 발전한 개념과 학문의 하나이다. 또한, 일본에서는 병원성 미생물을 취급하는 학문으로서 세균이라는 특정 분야를 마련하고 있다.

## 같이 보기
- 균학